# Parasiet

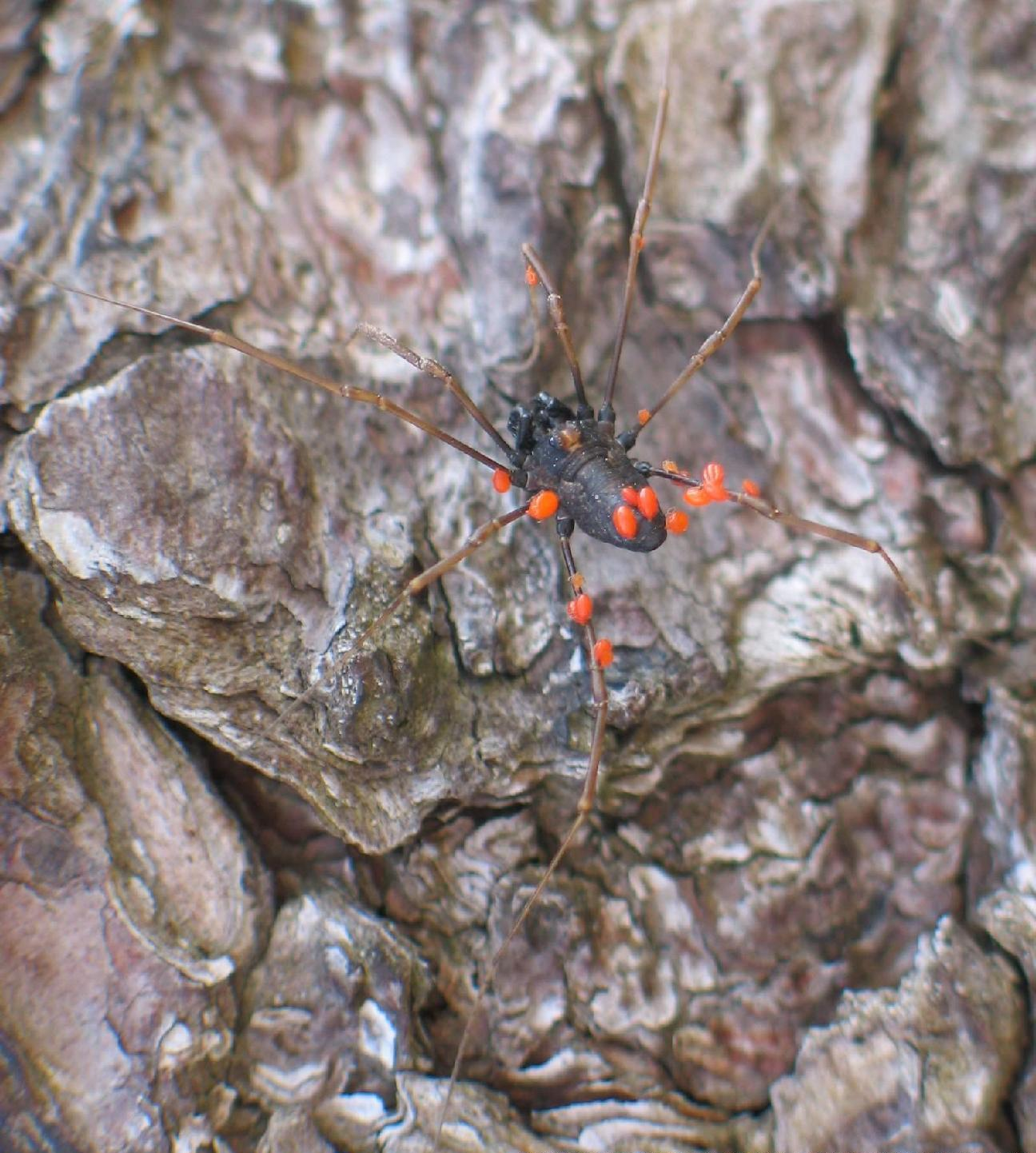
Hooiwagen met parasitaire larven van een roofmijt

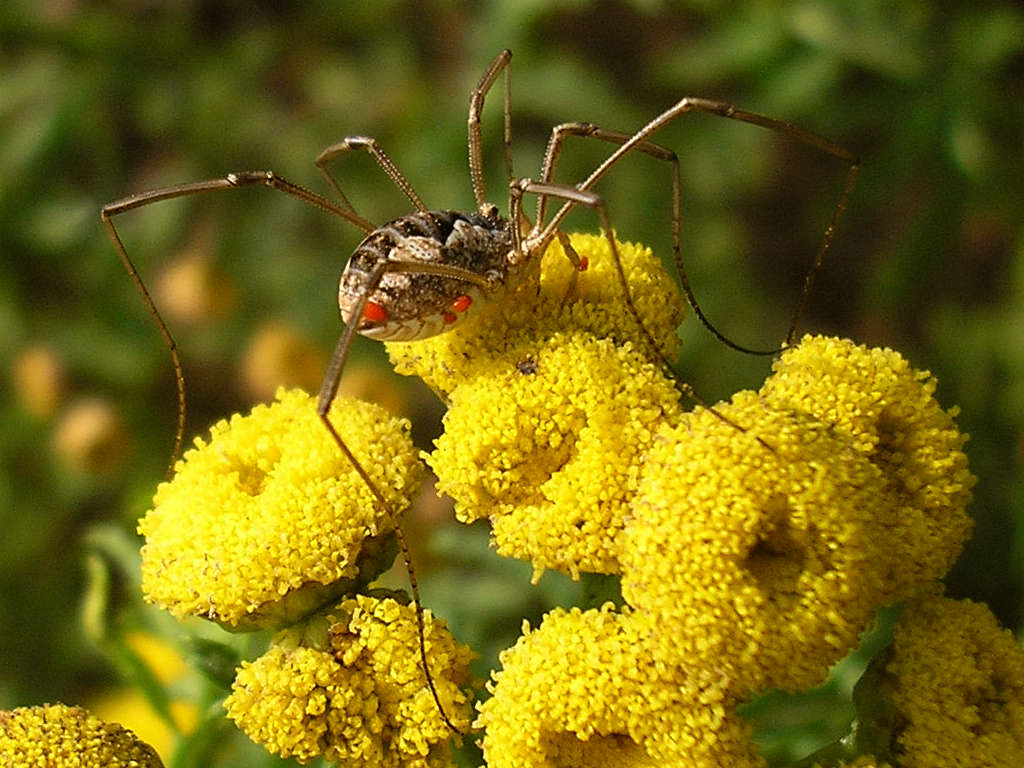
Gewone hooiwagen met parasitaire larven van een roofmijt

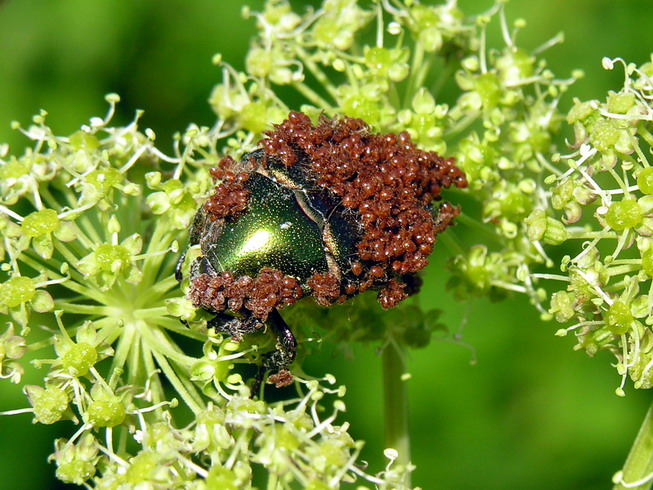
Gouden tor met parasieten

Een parasiet is een heterotroof organisme of een virus, dat zich ten koste van een ander organisme waarmee het samenleeft (de gastheer) in stand houdt en vermenigvuldigt. De schade aan de gastheer is niet zo groot dat deze aan de relatie ten onder gaat. Als dat wel het geval is dan wordt gesproken van een parasitoïde.
De vakgebieden die zich bezighouden met parasieten zijn de parasitologie, de microbiologie, de fysiologie en de plantenfysiologie.
Een parasiet kan in het gast-organisme leven, in welk geval men spreekt van een endoparasiet, of buiten het lichaam van het gast-organisme: een ectoparasiet.
Parasieten kunnen van groot tot heel klein zijn. In volgorde van afnemende grootte: dieren of planten, insecten, schimmels, bacteriën, virussen, prionen en springende genen.
Men rekent in het Nederlands, anders dan in de Engelstalige literatuur, parasitisme niet tot een vorm van symbiose. Symbiose is een vorm van samenleving die niet ten koste van een van de partners gaat of zelfs met wederzijds voordeel (mutualisme zoals bij korstmossen).

## Indeling van parasieten
Parasieten kunnen op veel manieren worden ingedeeld, zoals op grond van hun grootte, de plaats bij de gastheer waar ze leven, de mate van gebondenheid aan een specifieke gastheer, en de wisseling van gastheer in hun levenscyclus.

### Grootte
Op grond van de grootte van de parasieten onderscheidt men microparasieten en macroparasieten.
- Tot de microparasieten rekent men de virussen (die per definitie parasitair zijn[2]) en bacteriën, waarvan ook enkele groepen (zoals Rickettsiae) parasitair leven.
- De macroparasieten leven langer, zijn groter, en hebben ten minste één stadium van hun levenscyclus buiten de gastheer.

### Plaats bij gastheer
Op grond van de plaats waar de parasieten zich bevinden onderscheidt men:
- Endoparasieten leven binnen de gastheer, in de organen of zelfs binnen de cellen.
- Ectoparasieten leven op de oppervlakte van de gastheer, zoals op de huid, in de vacht.

### Specificiteit
Er is een grote variatie in de gebondenheid aan, of specificiteit voor een bepaalde gastheer.
- Facultatieve parasieten kunnen hun levenscyclus ook volbrengen zonder een parasitair stadium.
- Toevallige parasieten kunnen ten koste van een gastheer leven, maar gaan daar gewoonlijk te gronde.
- Obligate parasieten kunnen alleen als parasiet hun levenscyclus volbrengen. Men onderscheidt:
  - een homoxene parasiet of monoxene parasiet is specifiek voor slechts een soort als gastheer;
  - een stenoxene parasiet parasiteert op een aantal nauw verwante soorten als gastheer;
  - een euryxene parasiet parasiteert op veel verschillende, niet-verwante soorten als gastheren.

### Gastheerwisseling

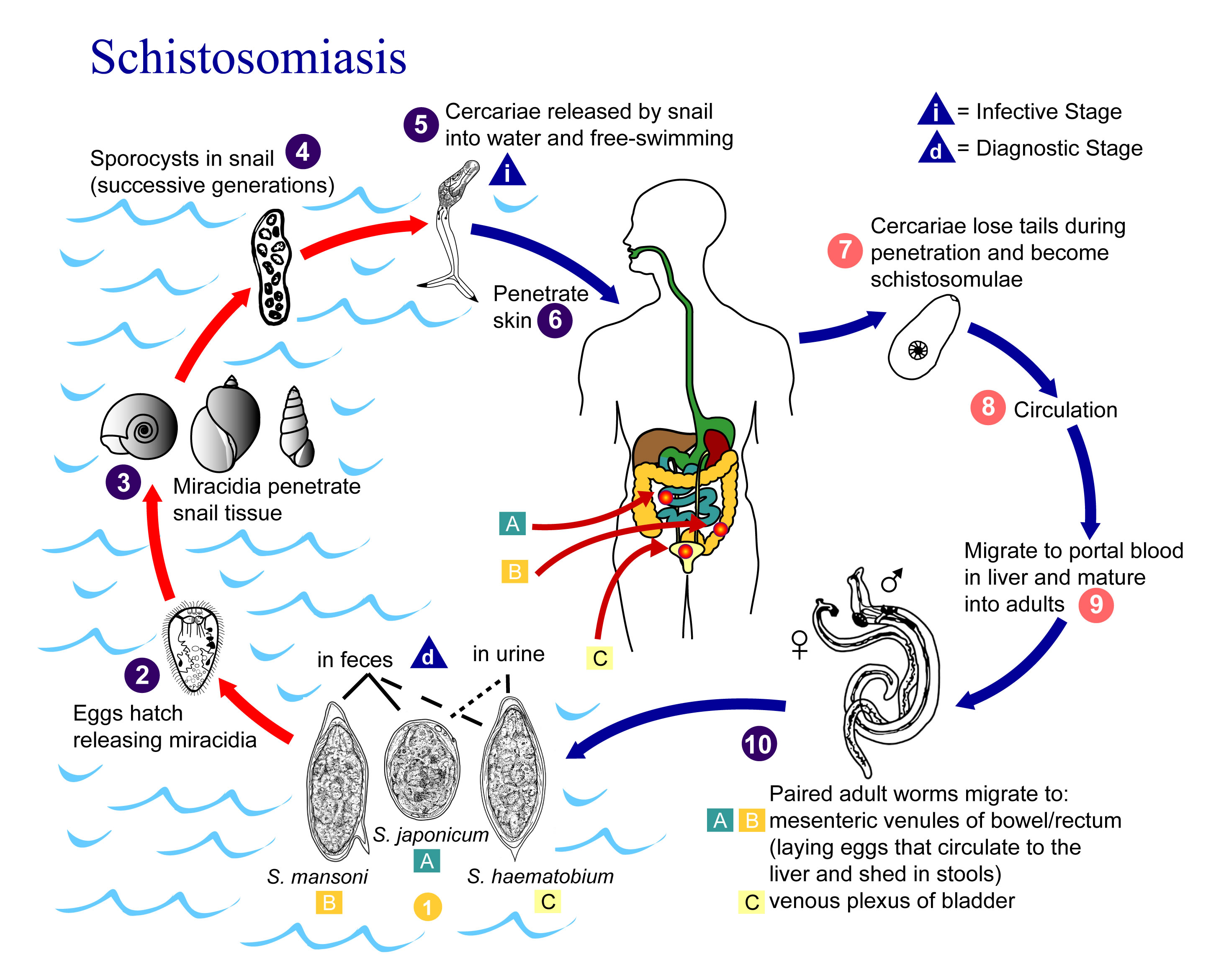
Complexe levenscyclus van Schistosoma sp., de veroorzaker van schistosomiasis.

Parasieten hebben niet zelden een ingewikkelde levenscyclus met meer dan één gastheer. Er worden verschillende typen levenscyclus onderscheiden op grond van de eventuele wisseling van gastheren en het moment van de geslachtelijke voortplanting van het parasitaire organisme: directe of monogenetische levenscyclus en indirecte of digenetische levenscyclus:
1. Een directe of monogenetische levenscyclus is een parasitaire levenscyclus met slechts een gastheer;
2. Een complexe of indirecte levenscyclus is een parasitaire levenscyclus met meer dan een gastheer. Bij deze digenetische levenscyclus zijn er afwisselend twee gastheren, een tussengastheer en een definitieve gastheer.
  - bij een intermediaire gastheer vindt er hoogstens ongeslachtelijke voortplanting van de parasiet plaats
  - bij de definitieve of primaire gastheer vindt er bij de betreffende gastheer wel geslachtelijke voortplanting van de parasiet plaats.

## Parasieten van mens en dier
Nagenoeg alle soorten dieren hebben parasieten. In veel gevallen zijn deze met de soort mee geëvolueerd en specifiek voor de gastheersoort. Er zijn zelfs gevallen, bijvoorbeeld bij sommige vleermuizen, waarin het gemakkelijker is de soort te herkennen aan de parasieten dan aan de kenmerken van het dier zelf.
Bij de mens zijn meer dan tien soorten parasieten beschreven, zoals lintwormen, rondwormen, vlooien, teken, mijten en luizen. Sommige dieren parasiteren weleens 'per ongeluk' op de mens of een andere diersoort die niet de meest natuurlijke is, zoals de larven van sommige soorten tropische horzels. De larven van de runderhorzel leven normaal gesproken onder de huid van runderen of andere grote dieren, maar als de horzel eitjes in de menselijke huid legt, kunnen de larven daar ook wel uitgroeien, zich verpoppen en als vlieg de onderhuidse 'kraamkamer' verlaten.
Veel parasieten hebben zelf ook weer parasieten: hyperparasitisme.
Een broedparasiet is een dier, bijna altijd een vogel of insect, dat zijn eieren in het nest van een andere diersoort legt, zodat de jongen door de de gastheer worden grootgebracht.
Een kleptoparasiet is een dier dat zich voedt met een prooi die een ander dier heeft gevangen of gedood dan wel een voedselvoorraad die een ander dier heeft aangelegd. Een voorbeeld van een kleptoparasiet is de houdinivlieg, die zijn eieren legt in het nest van bijvoorbeeld een rosse metselbij. De larven van de vlieg eten de voedselvoorraad op, en ontsnappen uit het afgesloten nest.

## Parasieten en halfparasieten bij planten
Parasieten (soms ook genoemd: 'woekerplanten') komen ook voor bij de vaatplanten.
Bremrapen vormen het voorbeeld van parasieten zonder bladgroen. Voedingsstoffen (koolhydraten en mineralen) betrekken deze parasieten volledig van hun gastheer. De plant kan jarenlang onder de grond leven als een knol die via de wortels van de gastheer aan zijn voedingsstoffen komt. Na een aantal jaren blijkt de aanwezigheid van de parasiet doordat bovengronds de witte, paarse of bruine bloemwijze te zien is.
Een ander voorbeeld van parasitisme is de tropische Rafflesia arnoldii, die bekend staat om zijn solitaire bloem, die de grootste solitaire bloem op aarde is. De plant heeft verder geen waarneembare bladeren, wortels of stengels.

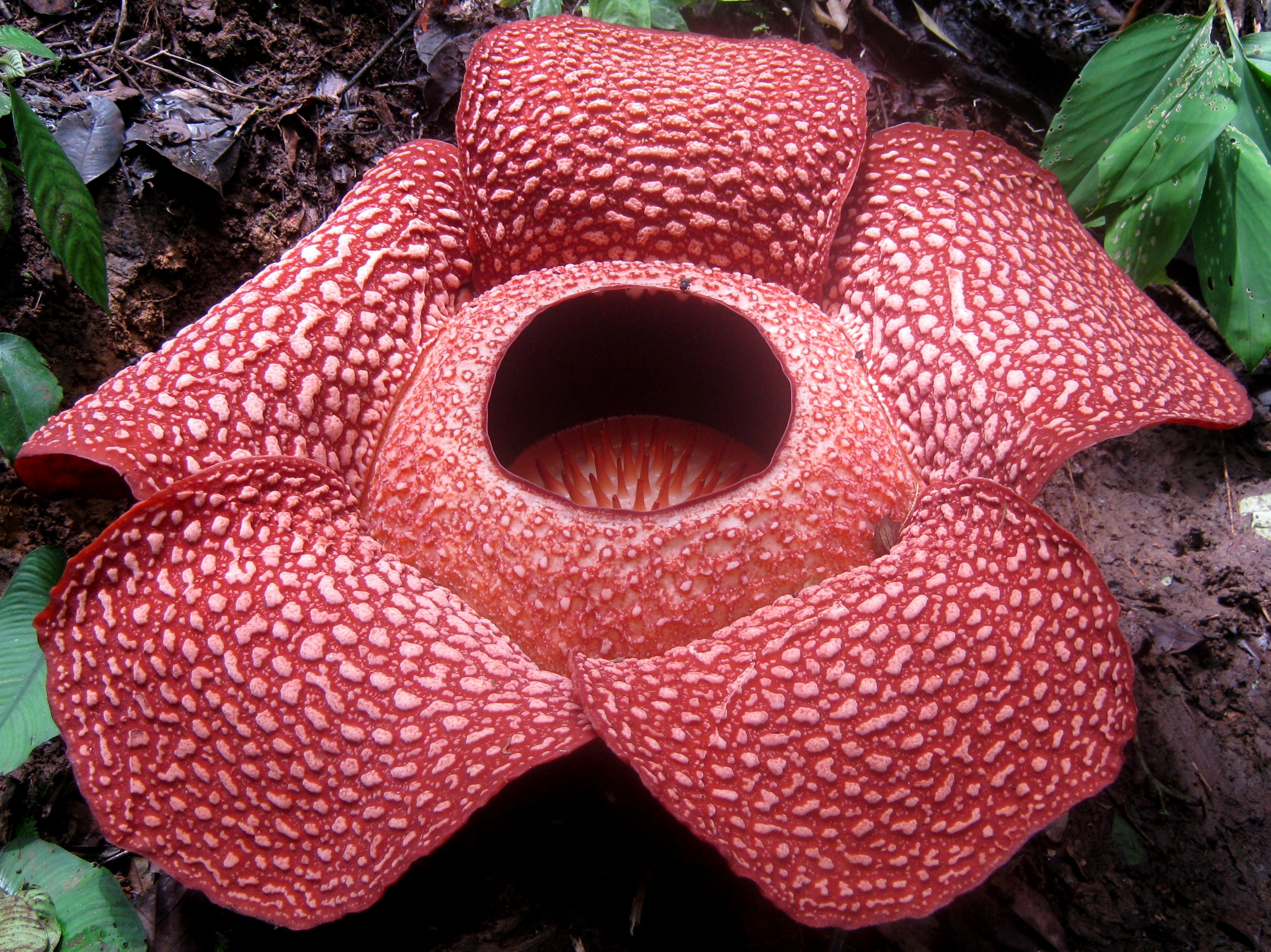
Rafflesia arnoldii parasiet met de grootste solitaire bloem onder de bloemplanten
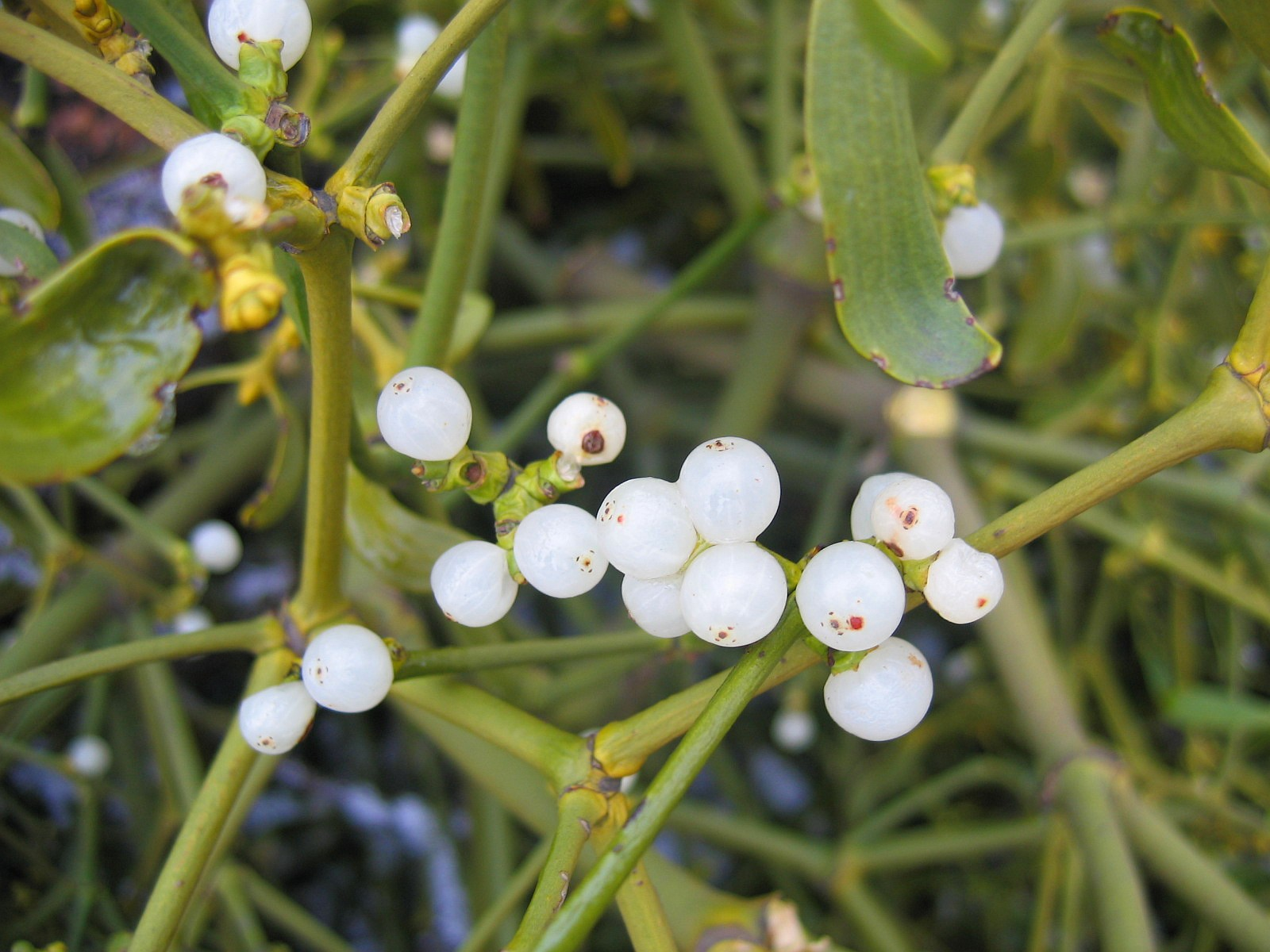
Maretak (Viscum album) halfparasiet op bomen
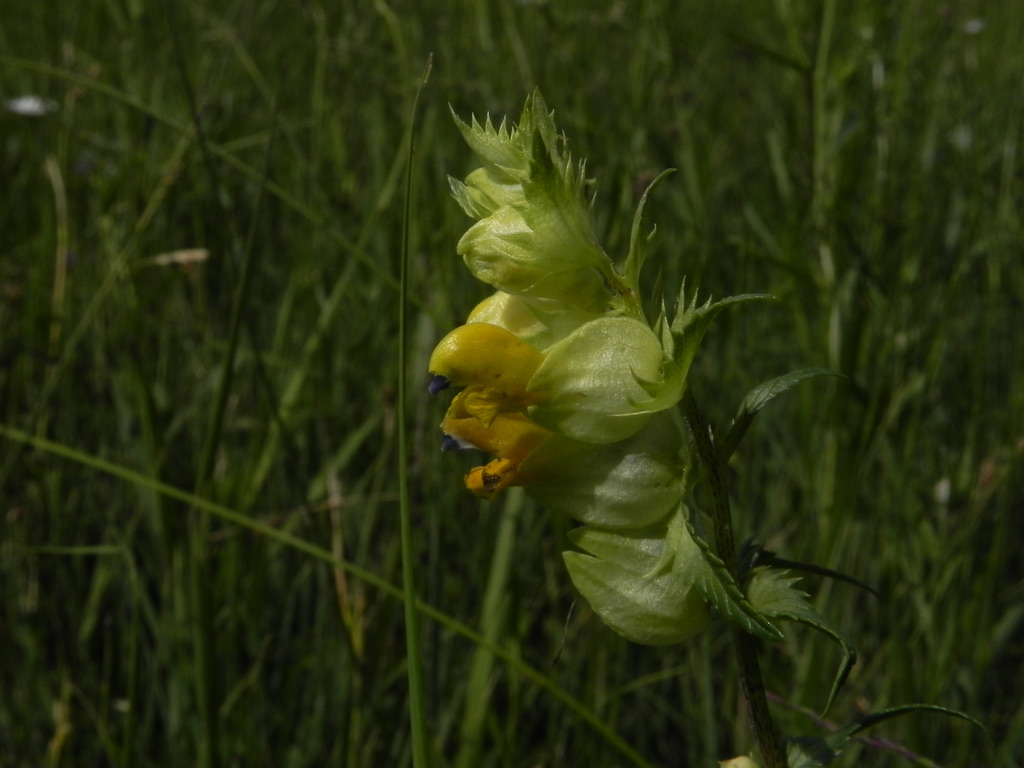
Ratelaarsoorten (Rhinanthus sp.) zijn halfparasieten op grassen
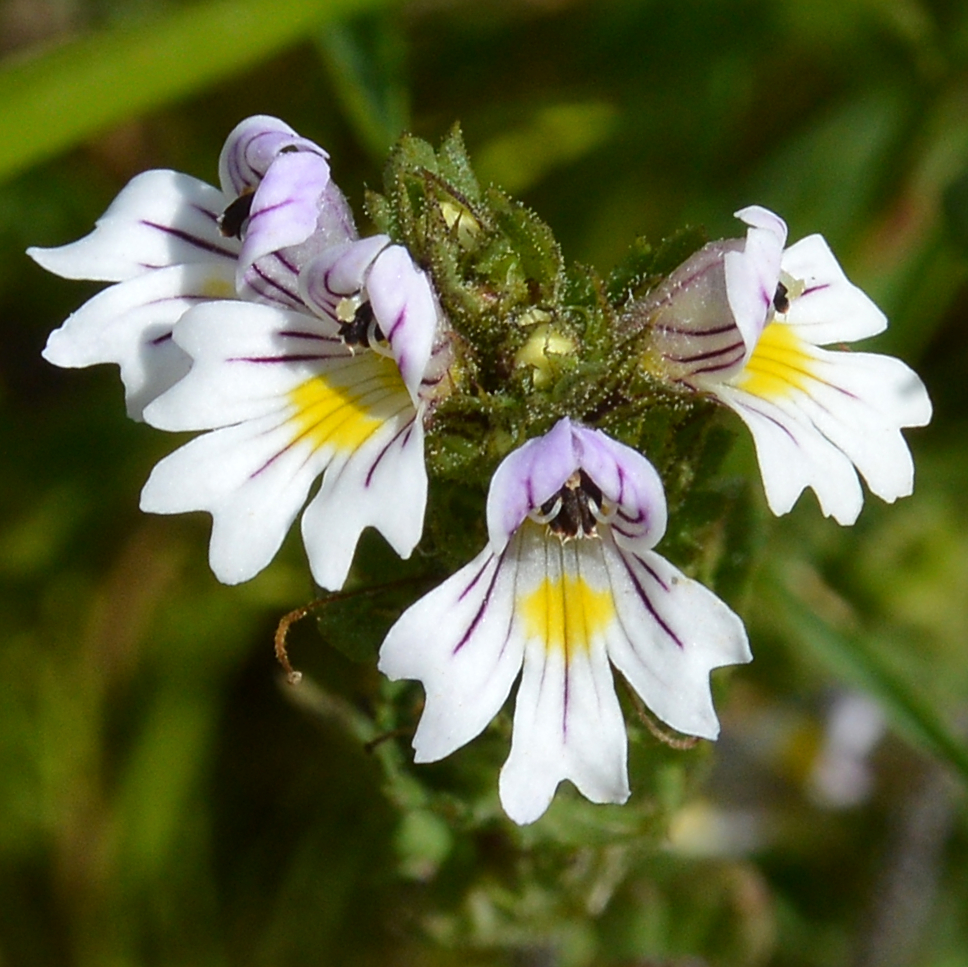
Ogentroost (Euphrasia sp.)

Er komen bij de vaatplanten ook halfparasieten voor. In dit geval wordt water met de daarin opgeloste minerale zouten van de gastheer betrokken. Halfparasieten hebben bladgroen en kunnen de fotosyntheseproducten zelf aanmaken. Voorbeelden van halfparasitaire planten zijn te vinden in de geslachten maretak, bergvlas, ratelaar, ogentroost en zwartkoren.
| Orde                                         | Familie                                               |
| -------------------------------------------- | ----------------------------------------------------- |
| Boraginales Berchtold & J. Presl, nom. cons. | Lennoaceae Solms-Laubach = Ruwbladigenfamilie Juss.   |
| Cucurbitales Berchtold & J. Presl            | Apodanthaceae Takhtajan                               |
| Ericales Dumortier                           | Mitrastemonaceae Makino = Mitrastemmataceae           |
| Lamiales Bromhead                            | Bremraapfamilie Vent.                                 |
| Laurales Berchtold & Presl                   | Laurierfamilie A. L. de Jussieu (1789)                |
| Malpighiales C. Martius                      | Rafflesiaceae Dumort.                                 |
| Malvales Berchtold & J. Presl                | Cytinaceae A. Rich.                                   |
| Piperales Dumortier                          | Hydnoraceae C. A. Agardh. (1821)                      |
| Santalales Berchtold & J. Presl              | Erythropalaceae Planch ex Miquel (1856)               |
| Santalales Berchtold & J. Presl              | Strombosiaceae Tiegh. (1899)                          |
| Santalales Berchtold & J. Presl              | Ximeniaceae Horan (1834)                              |
| Santalales Berchtold & J. Presl              | Coulaceae Tiegh. (1897)                               |
| Santalales Berchtold & J. Presl              | Aptandraceae Miers (1853)                             |
| Santalales Berchtold & J. Presl              | Octoknemaceae Soler (1908)                            |
| Santalales Berchtold & J. Presl              | Olacaceae s. str. R.Brown (1818)                      |
| Santalales Berchtold & J. Presl              | Schoepfiaceae Blume (1850)                            |
| Santalales Berchtold & J. Presl              | Misodendraceae J.Agardh (1858)                        |
| Santalales Berchtold & J. Presl              | Loranthaceae Juss. (1808)                             |
| Santalales Berchtold & J. Presl              | Opiliaceae Valeton (1886)                             |
| Santalales Berchtold & J. Presl              | Comandraceae Nickrent & Der (2010) *                  |
| Santalales Berchtold & J. Presl              | Thesiaceae Vest (1818) *                              |
| Santalales Berchtold & J. Presl              | Cervantesiaceae Nickrent & Der (2010) *               |
| Santalales Berchtold & J. Presl              | Nanodeaceae Nickrent & Der (2010) *                   |
| Santalales Berchtold & J. Presl              | Santalaceae R. Br. (1810), emend. (s. str.) *         |
| Santalales Berchtold & J. Presl              | Amphorogynaceae (Stauffer ex Stearn) Nickrent & Der * |
| Santalales Berchtold & J. Presl              | Viscaceae Batsch *                                    |
| Santalales Berchtold & J. Presl              | Balanophoraceae L. C. Richard & A. Richard            |
| Saxifragales Bercht. & J. Presl.             | Cynomoriaceae Lindley                                 |
| Solanales Dumort.                            | Convolvulaceae Dumortier                              |
| Zygophyllales Chalk                          | Krameriaceae Dumortier                                |
| * binnen Santalaceae R. Brown s. lat.        |                                                       |

## Parasitisme bij schimmels
Verschillende soorten schimmels zijn parasieten van andere schimmels. Voorbeelden van parasiterende schimmels zijn Parasitella parasitica en Chaetocladium brefeldii. Het zijn schimmels met veelkernige schimmeldraden. Bij versmelting van de parasitaire schimmeldraad (fusieparasitisme) met die van de waard komen het cytoplasma en de kernen in het cytoplasma van de waard.

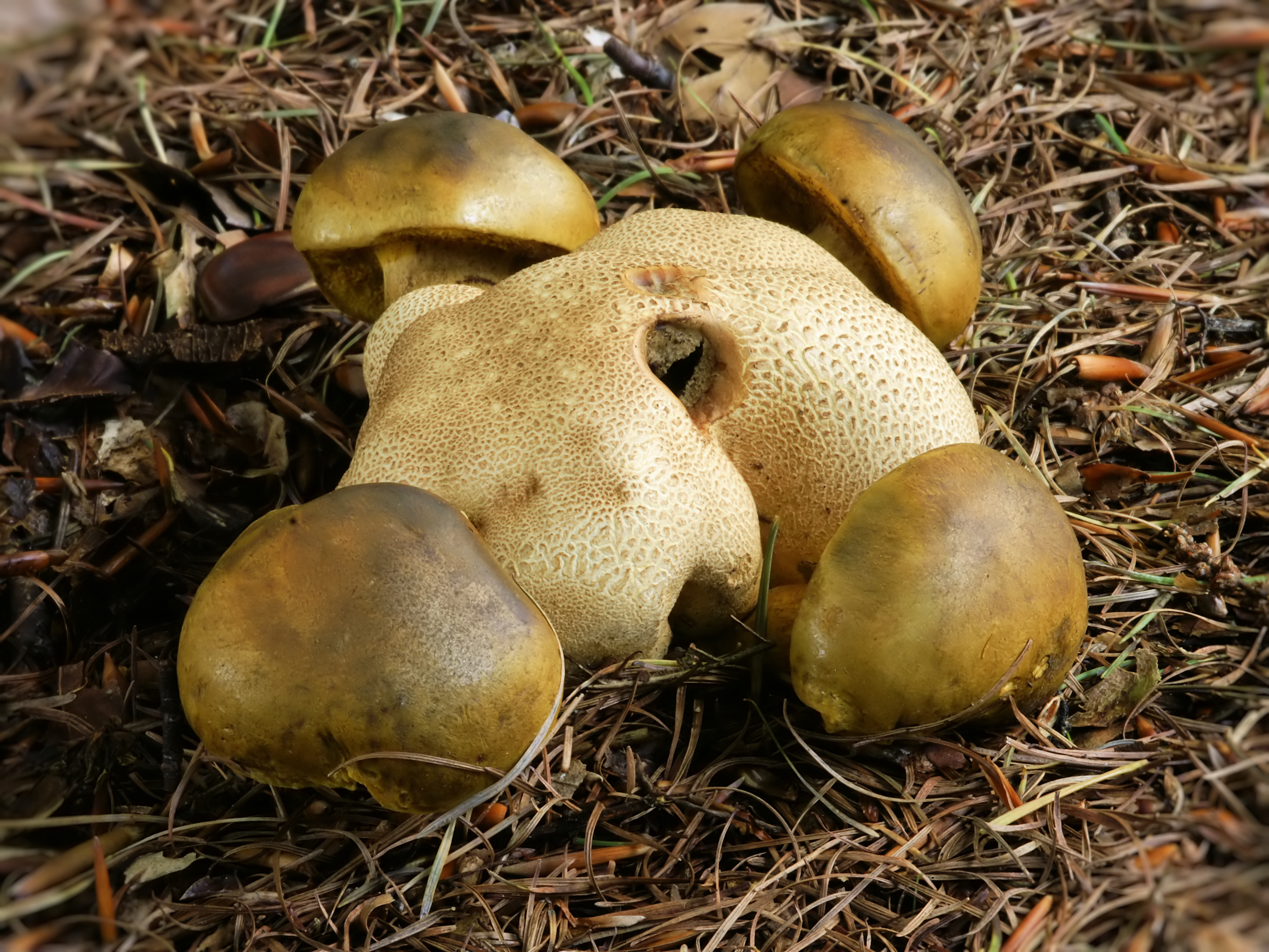
Kostgangerboleet (Pseudoboletus parasiticus) op gele aardappelbovist (Scleroderma citrinum)
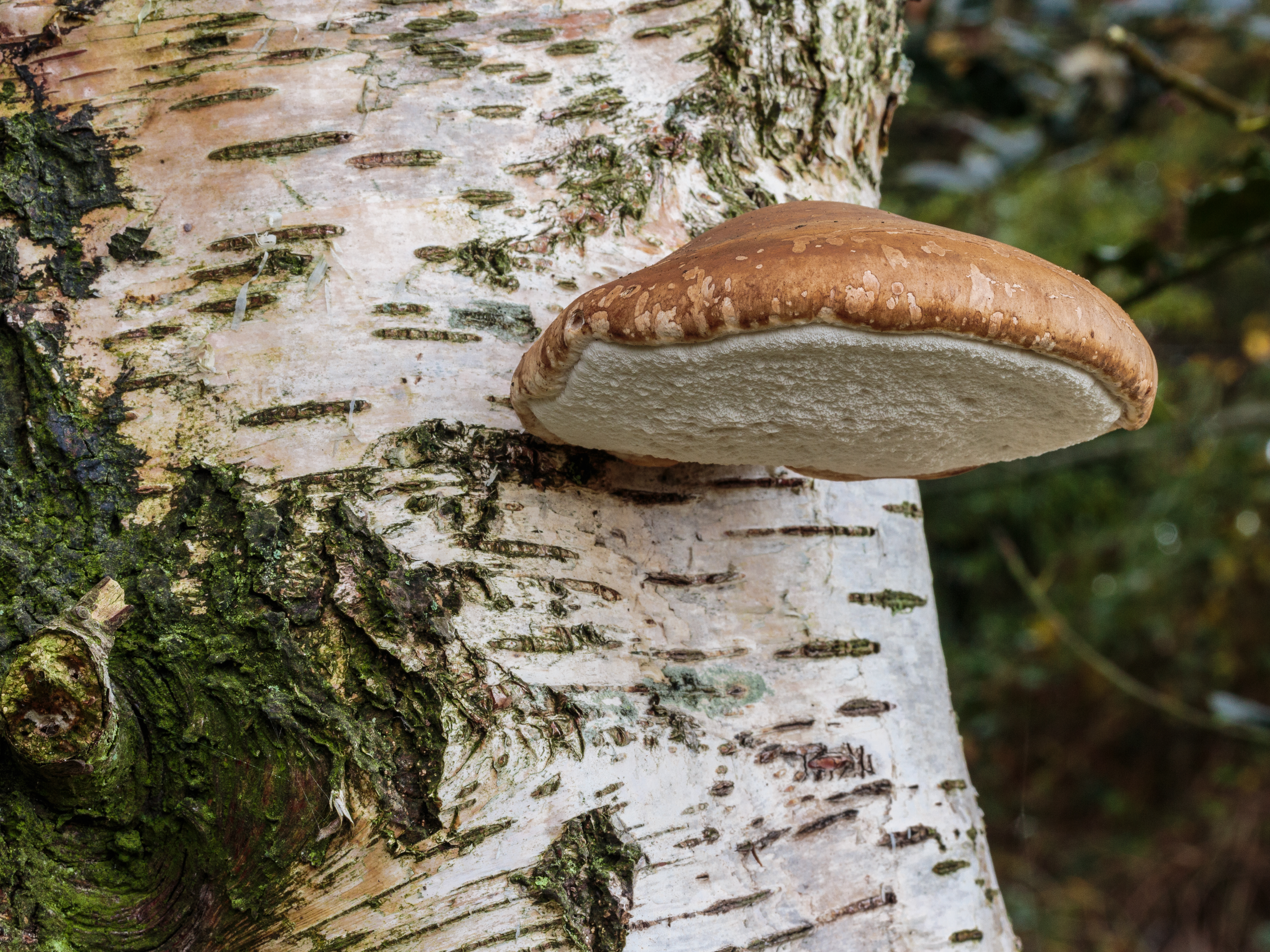
Berkenzwam (Fomitopsis betulinus) is een zwakteparasiet op berk (Betula sp.).

## Trivia
- Stekende insecten worden niet tot de parasieten gerekend, ze leven wel ten koste (via hematofagie) van, maar niet samen met hun prooi.
- Van predatie is sprake als een individu van de ene soort, individuen van een andere soort vangt en opeet tijdens zijn leven. Het is geen vorm van parasitisme.